# Amazonides asciodes
Amazonides asciodes là một loài bướm đêm trong họ Noctuidae.